# Eophileurus perforatus
Eophileurus perforatus är en skalbaggsart som beskrevs av Gilbert John Arrow 1908. Eophileurus perforatus ingår i släktet Eophileurus och familjen Dynastidae. Inga underarter finns listade i Catalogue of Life.